# Puchar Ekstraklasy
Puchar Ekstraklasy SA – cykliczne rozgrywki piłki nożnej, organizowane w latach 2006–2009 przez Ekstraklasę SA, w których mogły uczestniczyć polskie klubowe drużyny ligowe (w rozgrywkach brały udział wyłącznie ekstraklasowe).

## Historia

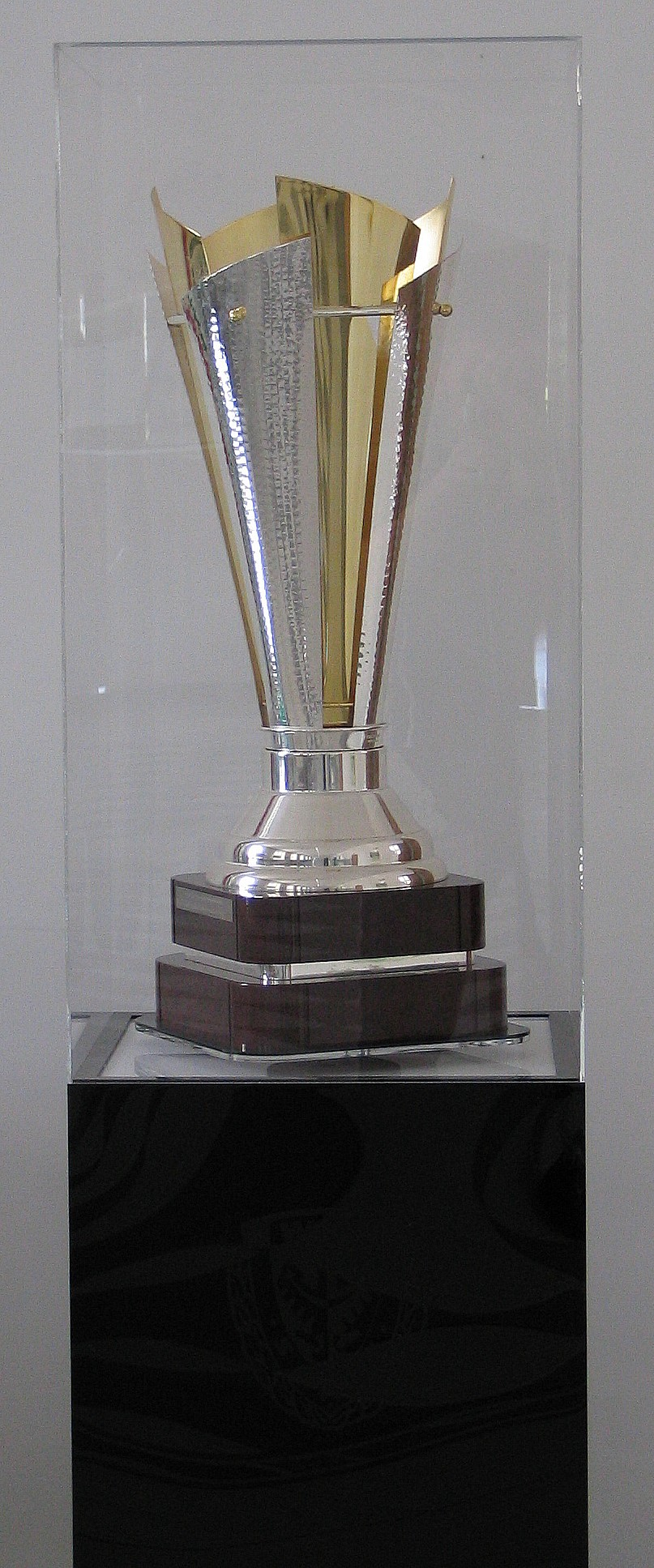
Puchar Ekstraklasy zdobyty przez Śląsk Wrocław w sezonie 2008/2009

W 2006 Ekstraklasa SA postanowiła zorganizować rozgrywki piłkarskie na wzór dawnego Pucharu Ligi Polskiej, mające stanowić uzupełnienie sezonu Orange Ekstraklasy. Zatem po czteroletniej przerwie, ów rozgrywany dotychczas nieregularnie turniej powrócił do futbolowego kalendarza w Polsce, począwszy od sezonu 2006/2007, pod oficjalną nazwą patrona.
W listopadzie 2006 Telewizja Polsat SA i Ekstraklasa SA podpisały umowę nabycia wyłącznych praw do transmisji telewizyjnych spotkań PESA przez trzy kolejne sezony – 2006/2007, 2007/2008 i 2008/2009, które prezentowane były na antenach stacji Polsat Sport i TV4 (co najmniej 16 transmisji w fazie grupowej, 5 transmisji z meczów ćwierćfinałowych, wszystkie mecze półfinałowe oraz finał rozgrywek – dodatkowo także w Polsacie).
12 sierpnia 2009 rzecznik prasowy Ekstraklasy Adrian Skubis poinformował, że w sezonie 2009/2010 rozgrywki o Puchar Ekstraklasy nie zostaną zorganizowane. Głównym powodem decyzji był brak sponsora rozgrywek, a także brak zainteresowania ze strony jakiejkolwiek stacji telewizyjnej, która przeprowadziłaby transmisje z meczów Pucharu. Kluby Ekstraklasy ustaliły, że rozgrywki o Puchar Ekstraklasy nie będą reaktywowane również od sezonu 2010/2011, co definitywnie przekreśla możliwość reaktywacji tych rozgrywek w przyszłości.

## Zasady
Zgodnie z regulaminem turnieju, w rozgrywkach mogły uczestniczyć 16 klubów Orange Ekstraklasy sezonu 2006/2007. W I rundzie zostały one podzielone na cztery 4-zespołowe grupy, z których do etapu pucharowego (II rundy – ćwierćfinału) awansowały po 2 najlepsze drużyny każdej z grup.
W odróżnieniu od rozgrywek ligowych, dopuszczone było wykonanie 6 zmian w trakcie meczu (3 zmiany w trakcie trwania meczu oraz dodatkowo 3 zmiany w trakcie przerwy) oraz możliwość wystawienia w nich zawodników nie zgłoszonych do rozgrywek ligowych lub polskich zawodników przebywających w danym klubie na testach.

## Nagroda
Trofeum mierzyło 76 centymetrów i było nagrodą przechodnią. Klub, którego drużyna zwyciężyłby w trzech kolejnych sezonach PESA (licząc od edycji 2006/2007) lub wygrałby go pięciokrotnie ogółem, zatrzymałby puchar na własność, co nie udało się żadnej drużynie.

## Zdobywcy Pucharu Ekstraklasy
- 2007 – Dyskobolia Grodzisk Wielkopolski
- 2008 – Dyskobolia Grodzisk Wielkopolski
- 2009 – Śląsk Wrocław

Lista finalistów PE:
| Finał Pucharu Ekstraklasy | Finaliści                                         | Wynik     | Stadion/Miejscowość                       |
| ------------------------- | ------------------------------------------------- | --------- | ----------------------------------------- |
| 10 czerwca 2007           | GKS Bełchatów – Dyskobolia Grodzisk Wielkopolski  | 0–1 (0–1) | GIEKSA Arena, Bełchatów                   |
| 17 maja 2008              | Dyskobolia Grodzisk Wielkopolski – Legia Warszawa | 4–1 (3–0) | Stadion Dyskobolii, Grodzisk Wielkopolski |
| 13 maja 2009              | Odra Wodzisław Śląski – Śląsk Wrocław             | 0–1 (0–1) | Stadion MOSiR, Wodzisław Śląski           |